# Pay to play
El término Pay to play (conocido también como Pay-2-Play) o pagar por jugar en español es un método de servicios en línea, específicamente a los juegos, que requiere que los usuarios paguen para jugarlo. Usualmente, refiere a los juegos MMORPG, en donde los jugadores deben pagar para mantener activa la cuenta, como es el caso de World of Warcraft, Final Fantasy XI, Ragnarok Online o Mu Online. Las mejoras de RuneScape o Virtonomics permiten tener cuentas libres sin pagos o cuentas pay-to-play con una larga lista de ventajas.
El término también puede referirse a algún juego como Habbo Hotel, donde hay juegos dentro del juego, el cual puedes usar el método pay to play para entrar dentro del juego, mientras estas en el progreso.
- Datos: Q594235